# Josef Laštovica
Josef Alois Laštovica (1. listopadu 1925, Jimramov – 17. května 2012, Řím) byl český římskokatolický kněz působící od roku 1950 v Římě.

## Život

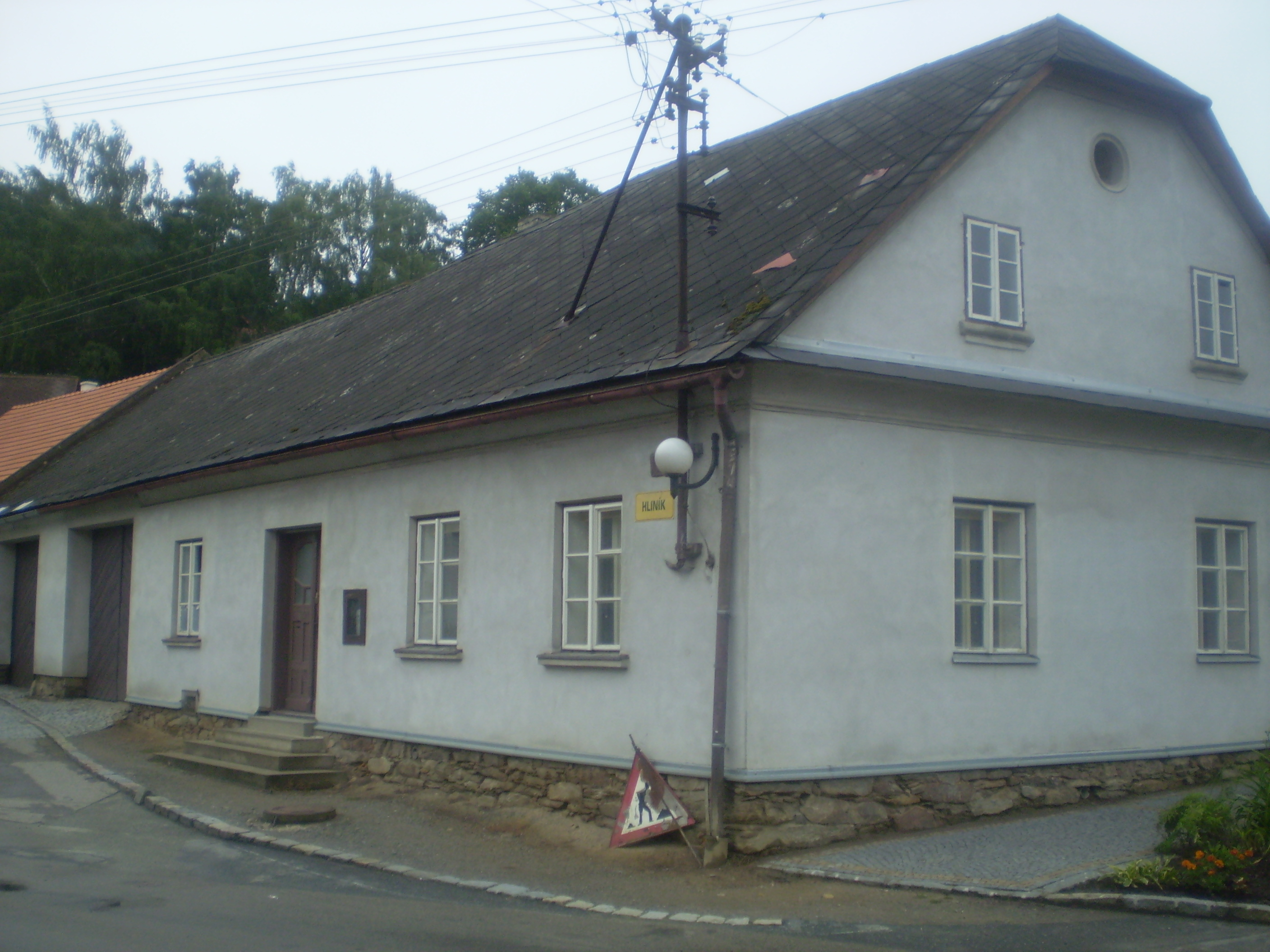
rodný dům

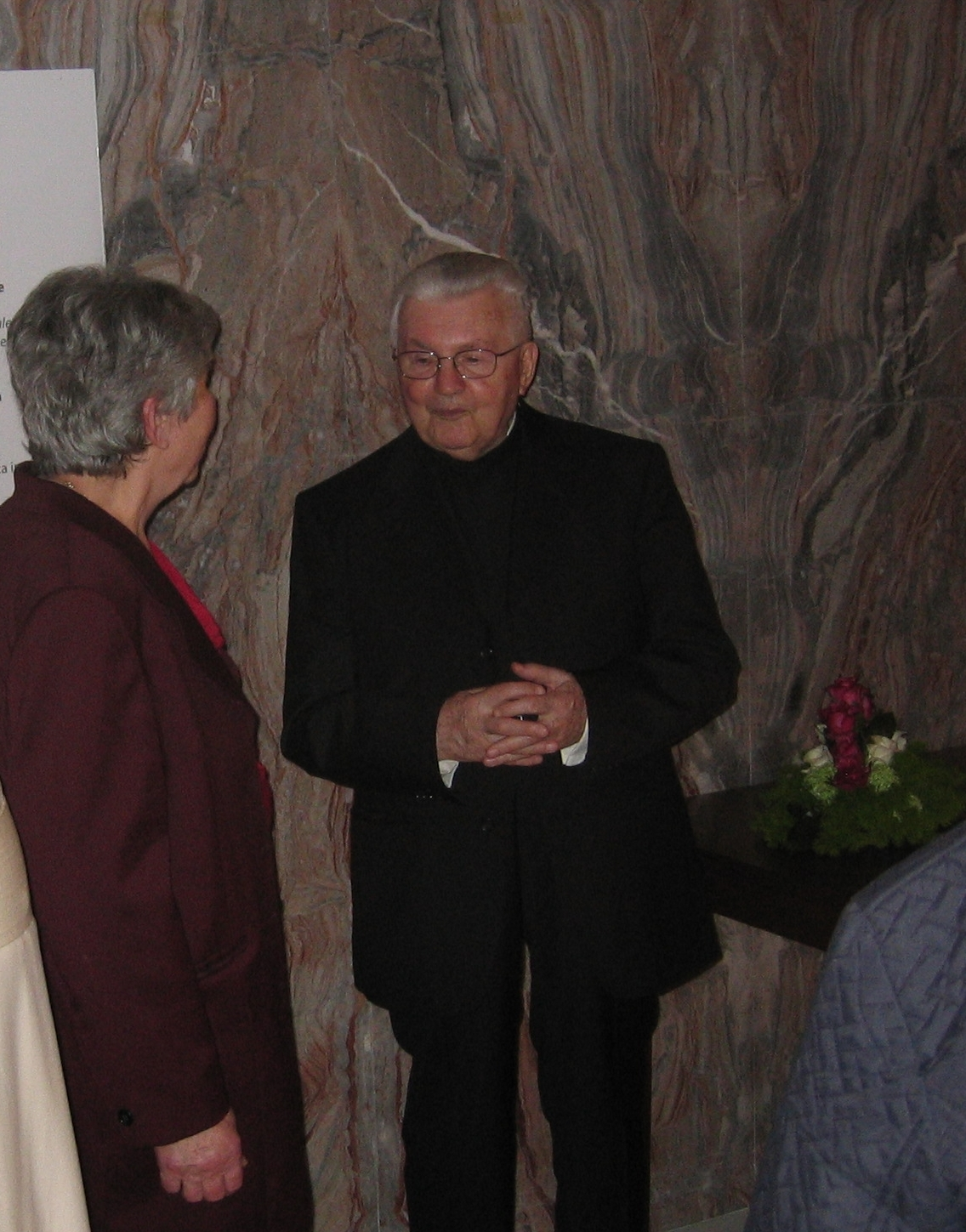
Mons. Josef Laštovica 14. dubna 2010 na slovenské ambasádě v Římě - Výstava 60 let od přepadení klášterů komunistickým režimem v Československu

Vystudoval gymnázium na Velehradě a v Brně, kde v roce 1944 odmaturoval. Poté studoval Lékařskou fakultu Masarykovy univerzity v Brně, ale z politických důvodů byl po třetím ročníku vyloučen. Pracoval jako pomocný dělník ve strojírnách a v roce 1949 emigroval do Německa, protože v Československu mu hrozilo vězení. V roce 1950 odešel studovat do Říma a dne 3. července 1955 zde byl vysvěcen na kněze. V letech 1955–1956 byl prefektem Papežské koleje Nepomucenum, poté sekretářem Pastoračního ústavu Lateránské univerzity. V roce 1962 získal doktorát z teologie. V letech 1963 až 1968 pracoval jako generální sekretář Lateránské univerzity a poté až do roku 1992 v Kongregaci pro zasvěcený život. Po sametové revoluci začal v Československu přednášet bioetiku. Kromě toho se stal postulátorem blahořečení řeholní sestry boromejky Marie Vojtěchy Hasmandové.
Dne 5. prosince 2007 mu brněnský biskup Vojtěch Cikrle udělil medaili sv. Petra a Pavla za kněžskou službu.